# Somerton (Somerset)
Somerton is een civil parish in het bestuurlijke gebied South Somerset, in het Engelse graafschap Somerset met 4697 inwoners.